# 卡捷琳娜·列兹尼克
卡捷琳娜·亚历山德里芙娜·列兹尼克（烏克蘭語：Катерина Олександрівна Резнік，1995年11月20日—），乌克兰女子花样游泳运动员，2013年世界游泳锦标赛集体技术自选和自由组合铜牌得主、2019年世界游泳锦标赛焦点自选金牌得主、集体技术自选、集体自由自选和自由组合铜牌得主、2020年夏季奥运会集体铜牌得主。